# ريكاردو بوفيو
ريكاردو بوفيو الاسم الكامل ريكاردو بوفيو دي سوزا (بالبرتغالية: Ricardo Souza Bóvio‏) ( ولد بتاريخ 17 يناير ، 1982 بمقاطعة كامبوس دوس جويتكاسيس بمدينة ريو دي جانيرو ) ، لاعب كرة قدم برازيلي،.

## روابط خارجية
- ريكاردو بوفيو على موقع قاعدة بيانات كرة القدم.إي يو (الإنجليزية)
- ريكاردو بوفيو على موقع Soccerway.com (الإنجليزية)
- ريكاردو بوفيو على موقع عالم كرة القدم.نت (الإنجليزية)
- ريكاردو بوفيو على موقع كووورة